# 金漢率
金 漢率（キム・ハンソル、きん かんそつ、朝鮮語: 김한솔、1995年6月16日 - ）は、朝鮮民主主義人民共和国の金正男の長男である。祖父は朝鮮労働党総書記の金正日、曾祖父は同国国家主席の金日成、叔父は同国国務委員長及び朝鮮労働党委員長である金正恩。全州金氏の出身。漢字表記は金韓松または金漢秀ともされた。

## 略歴
金正男と、2番目の妻である李恵慶（リ・ヘギョン、朝: 리혜경）との間の子として平壌で生まれた。金率熙（キム・ソルヒ、김솔희）という妹がいる。
2011年10月、ボスニア・ヘルツェゴビナのインターナショナルスクールユナイテッド・ワールド・カレッジ モスタル校に入学した。当初、香港にある李宝椿ユナイテッド・ワールド・カレッジに登録する予定だったが、当局にビザの発給を拒否されたため、ヨーロッパの学校を通うこととし、ボスニア行きを決定したとされる。 2013年5月30日に卒業し、その年の8月にパリ政治学院に進学、2016年に卒業した。
初めて応じたメディア取材は、2012年10月16日にフィンランド国営放送が行った、国連事務次長やボスニア・ヘルツェゴビナの人権特別特使として活動していたフィンランド出身の政治家エリサベト・レーンによる朝鮮統一問題についてのテレビインタビューである。北朝鮮の福祉の向上に寄与したいという思いと、人権改善のために努力し、世界の平和を構築したいという抱負を明らかにした。
2016年9月にオックスフォード大学大学院への進学を予定していたが、自身も暗殺される恐れがあることから留学を断念したことが、2017年2月13日に父・正男がクアラルンプール国際空港で暗殺された後に報じられた。
同年3月8日、千里馬民間防衛と称するウェブサイトに、漢率を名乗る男のメッセージビデオが掲載された。動画は "My name is Kim Han-sol, from North Korea, part of the Kim family,"（私の名前は金漢率です。北朝鮮出身で、金家の1人です）で始まり、父が数日前に殺害されたことや、男が母と妹と一緒にいることなどが、英語で語られている。韓国統一省と国家情報院の関係者は、男が正男の長男だと述べた。また、千里馬民間防衛は、オランダ、中華人民共和国、アメリカ合衆国と匿名希望の政府を合わせた4つの政府の協力の下、正男の事件後に、漢率を安全な場所へ移動させたと説明している。特にオランダについては、ロディ・エンブレフツ大使を名指しの上で感謝を表明している。
一部の韓国メディアは、この「匿名希望の政府」は、台湾（中華民国）を指すとし、2月15日に「漢率が台湾へ渡った」と報じた。一方、TBSテレビ『Nスタ』では、動画から聴こえる空調機器のモーター音から、収録が行われたのは50Hzの交流電源が使用されている地域であるという分析結果が紹介された。これが正しければ、台湾は60Hzであるため、撮影地の候補からは外れることになる。また、台湾内政部移民署署長の何栄村は、9日、漢率の入国を否定した。
2017年10月に、中華人民共和国国家安全部によって、漢率の暗殺任務を担う北朝鮮工作員が中国内で逮捕されたと韓国メディアで報じられた。
2019年3月1日、漢率を支援する千里馬民間防衛は「自由朝鮮」と改名し、臨時政府の発足を宣言した。同年3月28日、自由朝鮮の手引きでマカオから台湾の空港経由で第三国に渡るはずだった漢率は、アメリカ中央情報局（CIA）の介入によってアメリカに滞在していると韓国メディアで報じられた。
『ザ・ニューヨーカー』は2020年11月17日までに、2017年の金正男殺害事件後、北朝鮮の金正恩体制打倒を訴える団体が息子の漢率らを保護した際、CIA職員を名乗る男性2人が身柄を引き取っていったとする団体リーダーの証言を報じた。漢率の現在の所在地は不明としている。